# Childhood's End (Pink Floyd)
Childhood's End è un brano della progressive rock band inglese Pink Floyd, presente nell'album Obscured by Clouds del 1972. È stata l'ultima canzone dei Pink Floyd interamente accreditata a David Gilmour fino a  A New Machine, nell'album A Momentary Lapse of Reason del 1987.
Childhood's End è stata eseguita dal vivo durante il tour europeo del gruppo del 1972 e in alcuni spettacoli del tour del Nord America del marzo del 1973.
Per anticipare l'uscita del boxset "The Early Years 1965 – 1972", nel 2016 è stato realizzato un remix del brano di cui è stato anche rilasciato un video.

## Formazione
- David Gilmour — Chitarra e voce
- Roger Waters — Basso
- Richard Wright — Organo
- Nick Mason — Batteria